# Port lotniczy Biratnagar
Port lotniczy Biratnagar – port lotniczy położony w Biratnagarze. Jest trzecim co do wielkości portem lotniczym w Nepalu. Oferuje połączenia do Katmandu.

## Linie lotnicze i połączenia
- Cosmic Air (Katmandu)
- Yeti Airlines (Katmandu)